# Zu den zwei Tauben

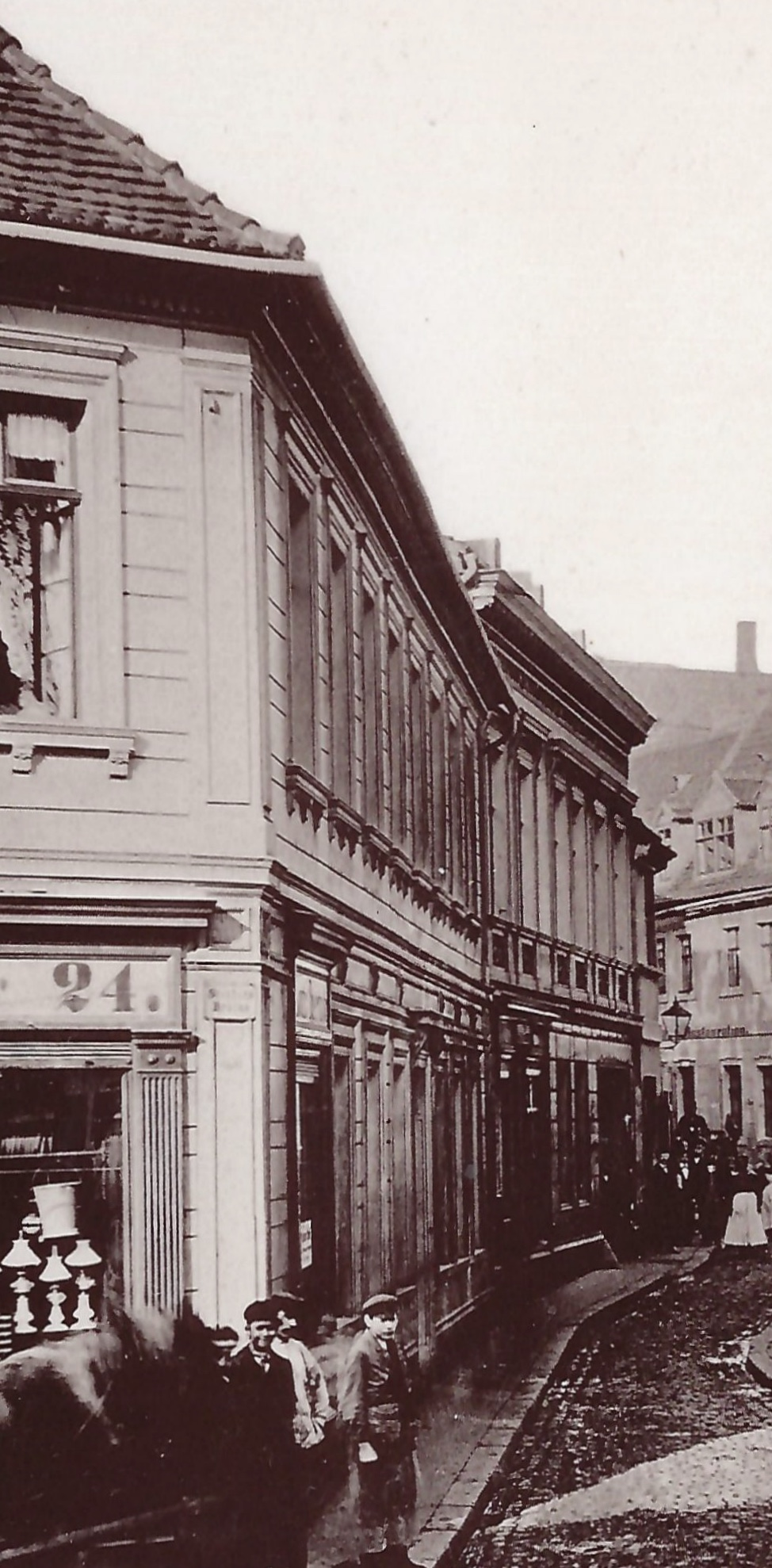
Haus Zu den zwei Tauben (Stephansbrücke 24), links, Blick vom nördlichen Ende der Stephansbrücke nach Westen in die Peterstraße, vor 1890

Das Haus Zu den zwei Tauben war ein Gebäude in Magdeburg im heutigen Sachsen-Anhalt. Es wurde im Zweiten Weltkrieg zerstört.
Es ist nicht zu verwechseln mit dem gleichnamigen Haus im Knochenhauerufer 36 in Magdeburg.

## Lage
Es befand sich in der Magdeburger Altstadt auf der Westseite der Straße Stephansbrücke im sogenannten Knattergebirge. Das Haus mit der Adresse Stephansbrücke 24 lag am nordwestlichen Ende der Stephansbrücke in einer Ecklage zur dort nördlich des Hauses von Westen einmündenden Peterstraße.
Heute befindet sich der Bereich südlich der Neustädter Straße, kurz vor deren Einmündung auf die Jakobstraße, in etwa an der Nordkante des Vitanas Senioren Centrum.

## Geschichte
Zum Haus gehörte das als Malzdarre genutzte Haus Peterstraße 15 (alte Nummerierung). In den Jahren 1631 und 1643 war Andreas Decimator (auch Zehntner, später Täger) Eigentümer. Sein Schwiegersohn, der Viehhändler Johann Beyer veräußerte die Stätte im Jahr 1646 für 245 Taler an den Küster der Johanniskirche, Joachim Köppe. Er bebaute das Grundstück 1650 neu. 1683 gehörte das Brauhaus Johann Heinrich Henne. In den Jahren 1692 und 1704 wurden Köppes Töchter Anna und Elisabeth als Eigentümerinnen geführt, dann nur noch Elisabeth. Sie verkaufte 1706 für 1500 Taler an den Glaser Nikolaus Schuppe (auch Schubbe), der bis 1734 Eigentümer blieb. In der Zeit um 1823 gehörte das Grundstück dem Zimmermeister Johann Friedrich Franz Winterstein. Er betrieb auch einen Handel mit Bauholz und wirkte als Senior im Kollegium der Petrikirche. Später wurde das Gebäude mit dem benachbarten, südlich angrenzenden Haus Nummer 25 verbunden. 
1944/1945 gehörte das Gebäude einer Erbengemeinschaft, zu der Frau E. Buschkiel aus Berlin und das Ehepaar M. Keilmann gehörten. Als Mieter befanden sich im Haus auch der Kraftfahrzeugmeister E. Brandt, die Seifenhandlung K. Dölle sowie das Geschäft des Schuhmachermeisters H. Nicolai. Im Zweiten Weltkrieg wurde das Gebäude zerstört und später nicht wieder aufgebaut.

## Hausstein

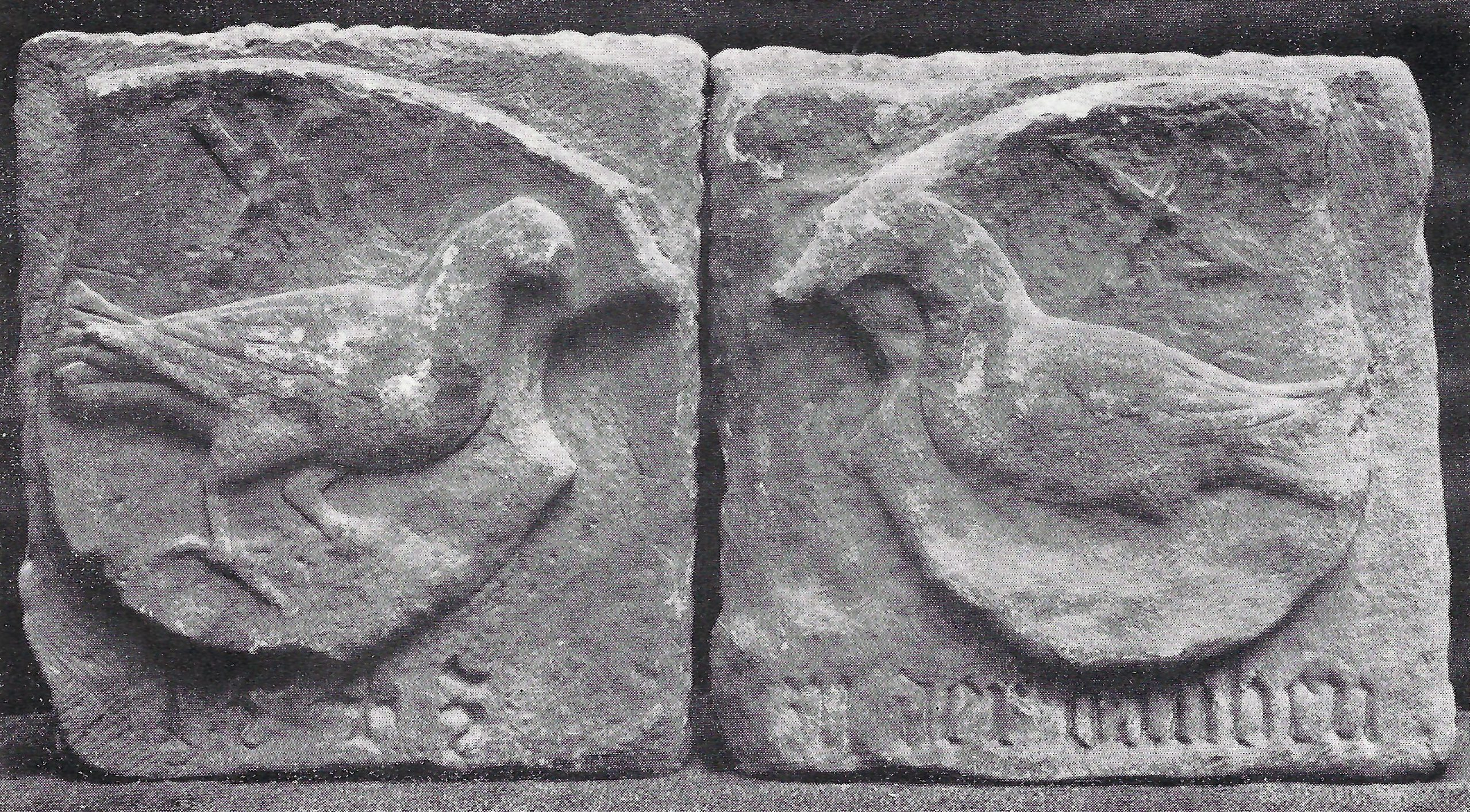
Hauszeichen

Der Hausstein des zweigeschossigen Gebäudes könnte der älteste noch erhaltene Hausstein der Stadt Magdeburg sein. Der Doppelstein trägt links die Inschrift 1543 und rechts Zu der dauben. Er war bereits in den 1930er Jahren im Kaiser-Friedrich-Museum eingelagert, wo ihn Werner Priegnitz 1946 sicherte.